# Cesone Fabio Ambusto
Cesone Fabio Ambusto (Roma, ... – ...; fl. V-IV secolo a.C.) è stato un politico e militare romano del V secolo a.C..

## Primo Tribunato consolare
Nel 404 a.C. fu eletto tribuno consolare con Gneo Cornelio Cosso, Gaio Valerio Potito Voluso, Manio Sergio Fidenate, Publio Cornelio Maluginense e Spurio Nauzio Rutilo.
Roma, mentre continuava l'assedio di Veio iniziato l'anno prima, rivolse la propria attenzione ai Volsci, che furono sconfitti in una battaglia campale tra Ferentino ed Ecetra. I Romani poi riuscirono a conquistare la città volsca di Artena, grazie al tradimento di uno schiavo, che indicò ai soldati un passaggio per arrivare alla rocca, dove si erano asserragliati i difensori.

## Secondo tribunato consolare
Nel 401 a.C. fu eletto tribuno consolare con Lucio Giulio Iullo, Marco Furio Camillo, Manio Emilio Mamercino, Gneo Cornelio Cosso e Lucio Valerio Potito.
Durante l'anno la città fu percorsa da grandi polemiche, alimentate dai tribuni della plebe per la cattiva conduzione della guerra, con il grave rovescio subito dai romani nell'assedio di Veio causata dai dissidi sorti tra i due tribuni consolari Manio Sergio Fidenate e Lucio Verginio Tricosto Esquilino, per la decisione di mantenere i soldati in servizio anche durante l'inverno per sostenere l'assedio di Veio (quando il normale periodo di leva durava dalla primavera all'estate), e per la necessità di nuovi tributi per sostenere le spese di guerra (era stato deciso che i soldati sarebbero stati pagati dallo Stato per il periodo che prestavano il servizio militare).
(Tito Livio, "Ab Urbe Condita", V, 12.)
Alla fine i Tribuni della plebe portarono in giudizio Sergio Fidenate e Lucio Verginio, per la pessima conduzione della guerra; i due furono condanni ad una pena pecuniaria di 10.000 assi pesanti.
Sul fronte militare i Romani, condotti da Manio Emilio e Cesone Fabio, riconquistarono le posizioni perse l'anno precedente a Veio, mentre a Valerio Potito fu affidata la campagna contro i Volsci per riconquistare Anxur, che fu posta sotto assedio.

## Terzo tribunato consolare
Nel 395 a.C. fu eletto tribuno consolare con Publio Cornelio Scipione, Publio Cornelio Maluginense Cosso, Lucio Furio Medullino, Quinto Servilio Fidenate e Marco Valerio Lactucino Massimo.
Ai due fratelli, Cornelio Maluginese e Cornelio Scipione, fu affidata la campagna contro i Falisci, che però non portò ad alcun risultato concreto, mentre a Valerio Lactuciono e Quinto Servilio toccò in sorte quella contro i Capenati, che alla fine furono costretti a chiedere la pace a Roma.
In città, dove infuriavano le polemiche legate alla suddivisione del bottino ricavato dalla caduta di Veio dell'anno prima, si accese un'altra polemica, originata dalla proposta del tribuno della plebe Veio Tito Sicinio di trasferire parte della popolazione romana a Veio, proposta a cui i Senatori si opposero strenuamente.

## Assedio di Chiusi
Cesone nel 391 a.C. fu inviato dal Senato romano, insieme ai due fratelli Quinto Fabio Ambusto e Numerio Fabio Ambusto, a Chiusi per trattare con i Galli Senoni, guidati da Brenno, nell'assedio della città etrusca.
Come gli altri fratelli non si distinse per le capacità diplomatiche, e l'ambasciata si risolse negativamente per i romani, perché a seguito della richiesta dei Senoni, di ottenere la consegna di Quinto Fabio, perché fosse giudicato per il suo crimine (aver preso parte ai combattimenti essendo ambasciatore), ed alla nomina dei tre fratelli alla massima magistratura romana, i Senoni abbandonarono l'assedio di Chiusi e marciarono contro Roma.

## Quarto tribunato consolare
Nel 390 a.C. fu eletto tribuno consolare con Quinto Sulpicio Longo, Quinto Fabio Ambusto, Numerio Fabio Ambusto, Quinto Servilio Fidenate e Publio Cornelio Maluginense.
A Cesone, ed agli altri Tribuni, Tito Livio addebita le maggiori responsabilità della sconfitta romana alla battaglia del fiume Allia, prologo del Sacco di Roma ad opera dei Galli Senoni condotti da Brenno.
E Cesone, insieme agli altri Tribuni consolari, fu tra i più strenui sostenitori della proposta di lasciare Roma per stabilirsi a Veio, dopo che i Galli erano stati sconfitti.
(Tito Livio, "Ab Urbe Condita", V, 4, 49.)